# Московский государственный психолого-педагогический университет
Московский государственный психолого-педагогический университет (МГППУ) — государственное образовательное учреждение, созданное по инициативе Департамента образования города Москвы. Научная подготовка студентов сочетается с изначальной направленностью обучения на потребности городской социальной сферы и решение практических задач.
Ректор университета — Марголис Аркадий Аронович.

## История
1993 год — на базе Психологического института РАО был создан Международный образовательный и психологический колледж.
1996 год — по инициативе В. В. Рубцова колледж был реорганизован в Московский городской психолого-педагогический институт (МГППУ).
1999 год — Психологический институт РАО, МГППУ и сеть городских центров практической психологии образовали единый научно-образовательный комплекс (НОК) «Психология».
2002 год — МГППУ присвоен статус университета.
2004 год — на основании постановления Правительства РФ № 676 «Об университетских комплексах» от 17.09.2001 и в соответствии с приказом Департамента образования г. Москвы № 584 от 15.09.2004 был создан Университетский образовательный округ МГППУ. Университетский округ — объединение разных видов образовательных учреждений, НИИ и других организаций с целью создания социально-развивающей среды, ориентированной на оказание психологической помощи педагогическим работникам, учащимся, их родителям, а также на реализацию моделей личностно-ориентированного и интегративного образования, непрерывной подготовки кадров. Сейчас в Университетский округ МГППУ входят более 50 учреждений.
2007 год — МГППУ стал одним из 57 вузов-победителей в конкурсе инновационных образовательных программ приоритетного национального проекта «Образование».
2009 год — МГППУ стал победителем конкурса по разработке проектов новых Федеральных государственных образовательных стандартов высшего профессионального образования по направлению «Психолого-педагогическое образование».
2009 год — МГППУ вошёл в состав гуманитарного консорциума стран Шанхайской организации сотрудничества (ШОС).
2010 год — приказом Министерства образования и науки РФ на базе МГППУ создано Учебно-методическое объединение высших учебных заведений Российской Федерации по психолого-педагогическому образованию.
2011 год — МГППУ получил сертификат соответствия системы вуза международному стандарту ISO 9001:2008.
22 сентября 2011 года, в соответствии с приказом Департамента образования города Москвы, была начата процедура присоединения к ГОУ «Центр психолого-медико-социального сопровождения детей и подростков» и изменения организационно-правовой формы МГППУ с Государственного образовательного учреждения высшего профессионального образования на Государственное бюджетное образовательное учреждение высшего профессионального образования города Москвы. Реорганизация завершилась 4 апреля 2012 года
28 сентября 2011 года, в соответствии с приказом Департамента образования города Москвы от 28.09.2012 № 637 началась реорганизация Государственного бюджетного образовательного учреждения высшего профессионального образования города Москвы «Московский городской психолого-педагогический университет» в форме присоединения к нему Государственного бюджетного образовательного учреждения города Москвы центра диагностики и консультирования «Надежда», Государственного бюджетного образовательного учреждения города Москвы детского сада № 328 и Государственного бюджетного образовательного учреждения города Москвы детского сада № 779. Реорганизация завершена 24 мая 2013 года.
2013 года — МГППУ выполнил работы по разработке профессионального стандарта педагога (педагогическая деятельность в дошкольном, начальном общем, основном общем, среднем общем образовании)..
6 февраля 2014 года — мэр Москвы Сергей Собянин дал поручение провести на базе МГППУ дополнительную аттестацию с последующим переобучением всех школьных психологов столицы. С апреля по август 2014 года организованные в МГППУ курсы повышения квалификации «Психологическая профилактика социальных рисков» прошло около 3 тысяч московских психологов.
7 апреля 2014 года — МГППУ по результатам конкурсного отбора получает статус оператора Проекта по модернизации педагогического образования.
В 2015 в индекс ESCI (Web of Science) вошли журналы «Психологическая наука и образование» и «Культурно-историческая психология», издаваемые МГППУ.
15 декабря 2015 года «Социальный навигатор» МИА «Россия сегодня» при участии Центра исследования рынка труда впервые представил «Рейтинг востребованности вузов в РФ-2015», в который вошли все вузы страны вне зависимости от формы собственности. Московский городской психолого-педагогический университет стал лидером Рейтинга в номинации «Гуманитарные вузы».
15 апреля 2016 на базе МГППУ открылся Федеральный ресурсный центр по организации комплексного сопровождения детей с расстройствами аутистического спектра.
Распоряжением Правительства Российской Федерации от 23 июля 2015 № 1431-р МГППУ принят в федеральную собственность и переименован в Федеральное государственное бюджетное образовательное учреждение высшего образования «Московский психолого-педагогический университет». Приказом Минобрнауки России от 28 марта 2016 № 327 университет был переименован в Федеральное государственное образовательное учреждение высшего образования «Московский государственный психолого-педагогический университет», а также утверждён устав университета в новой редакции.

## Структура

### Факультеты и кафедры
- Факультет социальной психологии:
  - кафедра теоретических основ социальной психологии (выпускающая)
  - кафедра психологии управления (выпускающая)
  - кафедра социальной психологии развития (выпускающая)
  - кафедра этнопсихологии и психологических проблем поликультурного образования (выпускающая)
- Факультет психологии образования:
  - кафедра педагогической психологии (выпускающая)
  - кафедра школьной психологии (выпускающая)
  - кафедра возрастной психологии (выпускающая)
  - кафедра дошкольной педагогики и психологии (выпускающая)
- Факультет консультативной и клинической психологии (ранее — факультет психологического консультирования):
  - кафедра индивидуальной и групповой психотерапии (выпускающая)
  - кафедра клинической психологии и психотерапии (выпускающая)
  - кафедра детской и семейной психотерапии (выпускающая)
- Факультет клинической и специальной психологии:
  - кафедра специальной психологии и реабилитологии (выпускающая)
  - кафедра дифференциальной психологии и психофизиологии
  - кафедра нейро- и патопсихологии развития (выпускающая)
  - кафедра специального (дефектологического) образования (выпускающая)
- Факультет юридической психологии:
  - кафедра юридической психологии и права (выпускающая)
  - кафедра клинической и судебной психологии (выпускающая)
  - кафедра медиации в социальной сфере (выпускающая)
- Факультет информационных технологий:
  - кафедра прикладной информатики и мультимедийных технологий (выпускающая)
  - кафедра прикладной математики (выпускающая)
- Факультет экстремальной психологии:
  - кафедра научных основ экстремальной психологии (выпускающая)
- Факультет социальной коммуникации:
  - кафедра социальной коммуникации и организации работы с молодёжью (выпускающая)
- Факультет дистанционного обучения:
  - кафедра педагогики и психологии дистанционного обучения (выпускающая)
- Институт «Иностранные языки, современные коммуникации и управление» (образован в результате объединения факультета государственного и муниципального управления и факультета иностранных языков):
  - кафедра лингводидактики и межкультурной коммуникации (выпускающая)
  - кафедра теории и практики управления (выпускающая)
  - кафедра философии и гуманитарных наук (общеуниверситетская, ранее была в составе факультета социальной психологии)
- Факультет повышения квалификации по психологии[12].

Ранее в составе университета существовал факультет социальной педагогики, в который входили кафедра социальной педагогики и кафедра социально-педагогических технологий.

### Общеуниверситетские кафедры
- кафедра ЮНЕСКО «Культурно-историческая психология детства» (выпускающая);
- кафедра общей психологии;
- кафедра философии и гуманитарных наук (входит в состав Института «Иностранные языки, современные коммуникации и управление»);
- кафедра русской и зарубежной филологии;
- кафедра физической культуры и ОБЖ.

### Общеуниверситетские центры
- Федеральный координационный центр по обеспечению психологической службы в системе образования Российской Федерации
- Федеральный ресурсный центр по организации комплексного сопровождения детей с расстройствами аутистического спектра
- Федеральный координационный ресурсный центр по психологической и социокультурной адаптации несовершеннолетних иностранных граждан
- Университетский многопрофильный психологический центр
- Федеральный Центр научно-методического сопровождения педагогических работников
- Федеральный центр по развитию инклюзивного общего и дополнительного образования[13]
- Центр профориентации и довузовского образования «ПРО PSY»

В состав университета также входит Фундаментальная библиотека, курирующая в том числе и портал «Электронная библиотека».

## Научные подразделения
- Научно-образовательный центр нейрокогнитивных исследований (МЭГ-центр)
- Научно-образовательный центр «Нейробиологическая диагностика наследственных психических заболеваний детей и подростков»
- Научно-образовательный центр «Экспериментальная психология»
- Центр прикладных психолого-педагогических исследований[12]

## Почётные доктора и профессора
Ханс-Вернер Гессманн, основатель Психотерапевтического Института Бергерхаузен https://pib-zentrum.de/

## Издательская деятельность
Московский государственный психолого-педагогический университет издаёт 14 научных журналов по психологии и смежным направлениям:
1. «Культурно-историческая психология» (входит в перечень рецензируемых журналов ВАК, Scopus. Web of Science)
2. «Психологическая наука и образование» (входит в перечень рецензируемых журналов ВАК^, Scopus. Web of Science)
3. «Экспериментальная психология» (входит в перечень рецензируемых журналов ВАК, Scopus. Web of Science)
4. «Консультативная психология и психотерапия» (входит в перечень рецензируемых журналов ВАК, Scopus. Web of Science)
5. «Социальная психология и общество» (входит в перечень рецензируемых журналов ВАК, Scopus. Web of Science)
6. «Вестник практической психологии образования» (входит в перечень рецензируемых журналов ВАК)
7. «Моделирование и анализ данных» (входит в перечень рецензируемых журналов ВАК)
8. «Аутизм и нарушения развития» (входит в перечень рецензируемых журналов ВАК)
9. «Психология и право» (входит в перечень рецензируемых журналов ВАК, Scopus. Web of Science)
10. «Психолого-педагогические исследования» (входит в перечень рецензируемых журналов ВАК)
11. «Современная зарубежная психология» (входит в перечень рецензируемых журналов ВАК)
12. «Клиническая и специальная психология» (входит в перечень рецензируемых журналов ВАК, Scopus. Web of Science)
13. «Язык и текст» (входит в перечень рецензируемых журналов ВАК)
14. «Социальные науки и детство»

Все электронные версии журналов университета размещаются на Портале психологических изданий МГППУ PsyJournals.ru.